# Ventre-pourri
Pour les articles homonymes, voir ventre (homonymie).
Pimephales notatus
Espèce
Statut de conservation UICN

 LC  : Préoccupation mineure
Le Ventre-pourri ou Méné à museau arrondi (Pimephales notatus) est un poisson de la famille des Cyprinidées.
C’est un poisson d’eau douce, dont l’habitat naturel est situé sur la moitié est de l’Amérique du Nord, du sud des Grands Lacs à la Louisiane.